# آدام (فیلم ۲۰۲۰)
آدام (به انگلیسی: Adam) یک فیلم سینمایی درام آمریکایی با بازی آرون پل، جف دانیلز و تام برنگر محصول سال ۲۰۲۰ است. فیلمبرداری این فیلم در سال ۲۰۱۱ در میشیگان انجام شد.

## داستان
یک فروشنده که زندگی سختی دارد پس از یک تصادف فلج می‌شود.

## بازیگران
- آرون پال در نقش آدام نیسکار
- جف دانیلز در نقش میکی
- تام برنگر در نقش جری
- لنا اولین در نقش یوجینا
- تام سایزمور در نقش لاکی
- شنون لوچیو در نقش کریستین
- مایکل وستون در نقش راس
- استفانی کونیگ در نقش برندی
- سلیا وستون در نقش آرلین
- یوری سارداروف در نقش نیک خان
- پاول والتر هوزر در نقش ترنت